# (3920) Aubignan
(3920) Aubignan es un asteroide que forma parte del grupo de los asteroides que cruzan la órbita de Marte y fue descubierto el 28 de noviembre de 1948 por Sylvain Julien Victor Arend desde el Real Observatorio de Bélgica, en Uccle.

## Designación y nombre
Aubignan recibió inicialmente la designación de 1948 WF.
Más adelante, en 1995, se nombró por la localidad francesa de Aubignan.

## Características orbitales
Aubignan está situado a una distancia media del Sol de 2,254 ua, pudiendo acercarse hasta 1,64 ua y alejarse hasta 2,868 ua. Tiene una inclinación orbital de 9,041 grados y una excentricidad de 0,2725. Emplea en completar una órbita alrededor del Sol 1236 días.

## Características físicas
La magnitud absoluta de Aubignan es 12,9 y el periodo de rotación de 4,476 horas. Está asignado al tipo espectral Sa de la clasificación SMASSII.